# Gerda Pirch
Gerda Pirch (gift Pinski), född 6 december 1910, död 22 september 1967, var en tysk friidrottare  med löpning som huvudgren. Pirch var en pionjär inom damidrott, hon blev silvermedaljör vid den tredje damolympiaden 1930.

## Biografi
Gerda Pirch föddes 1910 i mellersta Tyskland. När hon började med friidrott gick hon med i idrottsföreningen Sport-Club Charlottenburg eV i stadsdelen Charlottenburg i Berlin. Hon tävlade för klubben under hela sin aktiva tid och hon tävlade främst i häcklöpning men även i kortdistanslöpning och stafettlöpning. 
Pirch deltog i flera tyska mästerskap. 1930 blev hon mästare i häcklöpning vid tävlingar i Lennep 2–3 augusti. Hon försvarade sin titel 1931 vid mästerskapen i Magdeburg 1–2 augusti. 1929 och 1934 kom hon på silverplats och 1932 tog hon bronsmedalj.
Segertiden på 60 meter häcklöpning i Magdeburg den 2 augusti blev 12,3 sekunder och var även tyskt rekord.
Pirch deltog vid den tredje damolympiaden 6–8 september 1930 i Prag. Under idrottsspelen vann hon bronsmedaljen i häcklöpning 80 meter. Pirch deltog även vid den fjärde damolympiaden 9–11 augusti 1934 i London, dock utan att ta medalj.